# (36827) 2000 SP89
2000 SP89 (asteroide 36827) é um asteroide da cintura principal. Possui uma excentricidade de 0.20952130 e uma inclinação de 20.98318º.
Este asteroide foi descoberto no dia 22 de setembro de 2000 por Anthony J. Cecce em Elmira.